# Утакмице фудбалске репрезентације Мађарске 2002.
| Домаћин | Гост |

Фудбалска репрезентација Мађарске је током 2002. године одиграла десет званичних утакмица. Од десет, само два сусрета су била такмичарска, против Шведске и Сан Марина у квалификацијама за Европско првенство 2004. У Шведској је било нерешено 1 : 1, док је меч квалификација против Сан Марина на стадиону Међери Ут одлучен хет-триком Золтана Гере, који је ушао у полувремену. Рекорд кипарског турнира на почетку године су два меча и два пораза. 
Репрезентација је претрпела тежак пораз на свом терену од Белорусије са 5 : 2 у припремној утакмици. У августу, у част Ференца Пушкаша, репрезентација је угостила Шпанију у пријатељској утакмици, која је завршена нерешеним резултатом 1 : 1. У последњем припремном сусрету пред квалификације за Европско првенство екипа је као гост Исланда победила са 2 : 0. Репрезентација се два пута састала са Молдавијом, прву утакмицу Мађарска је добила са резултатом 2 : 0 у гостима, а друга утакмица је одиграна у Мађарској и завршила нерешеним резултатом од 1 : 1. У овој години најуспешнији играчи су били Кристијан Кенесеи и Золтан Гера, обојица су постигли по три гола.

## Утакмице
| Мађарска                   | 0 : 2    | Чешка                      |
| -------------------------- | -------- | -------------------------- |
| В. Колоушек 5’ · Колер 65’ | Извештај | 5’ В. Колоушек · 65’ Колер |

| Мађарска  | 1 : 2    | Швајцарска                   |
| --------- | -------- | ---------------------------- |
| Ђепеш 82’ | Извештај | 53’ Л. Магнин · 56’ Х. Јакин |

| Молдавија | 0 : 2    | Мађарска                 |
| --------- | -------- | ------------------------ |
|           | Извештај | 14’ Кенешеи · 50’ Н. Тот |

| Мађарска                      | 2 : 5    | Белорусија                                                           |
| ----------------------------- | -------- | -------------------------------------------------------------------- |
| Кенешеи 14’ · Фехер 85’ (пен) | Извештај | 24’ А. П. Хлеб · 28’ 33’ В. Кутузав · 43’ А. Хакевич · 75’ П. Качуро |

| Мађарска | 0 : 2    | Хрватска                    |
| -------- | -------- | --------------------------- |
|          | Извештај | 11’ (аг) Дардаи · 24’ Ковач |

| Мађарска           | 1 : 1    | Шпанија       |
| ------------------ | -------- | ------------- |
| Васил Мириуца] 72’ | Извештај | 55’ Р. Тамудо |

| Исланд | 0 : 2    | Мађарска             |
| ------ | -------- | -------------------- |
|        | Извештај | 81’ Лев · 90’ Дардаи |

| Шведска         | 1 : 1    | Мађарска   |
| --------------- | -------- | ---------- |
| Ибрахимовић 75’ | Извештај | 5’ Кенешеи |

| Мађарска         | 3 : 0    | Сан Марино |
| ---------------- | -------- | ---------- |
| Гера 49’ 60’ 87’ | Извештај |            |

| Мађарска       | 1 : 1    | Молдавија     |
| -------------- | -------- | ------------- |
| Дардаи 49’ 55’ | Извештај | 14’ Е. Патула |

## Голгетери у 2002.
| - Габор Кираљ (голман) - Габор Ђепеш - Пал Дардаи - Жолт Лев - Золтан Гера |

## Извори и спољашње везе
- Све утакмице репрезентације Мађарске
- Репрезентација Мађарске на фудбалској бази података
- Утакмице репрезентације Мађарске (2002)